# Górniczek mały

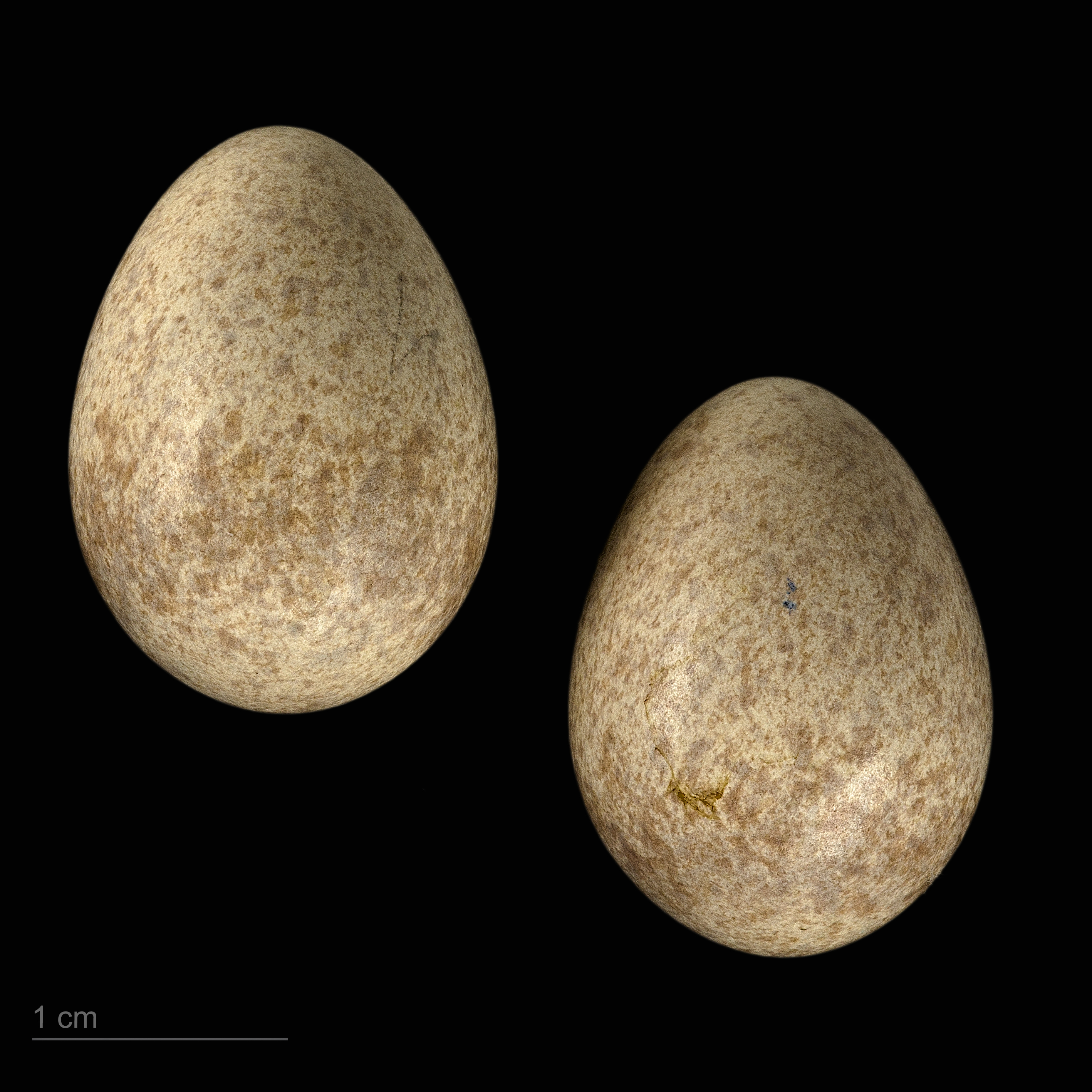
Eremophila bilopha

Górniczek mały (Eremophila bilopha) – gatunek małego ptaka z rodziny skowronków (Alaudidae). Występuje w północnej Afryce i na Bliskim Wschodzie. Nie jest zagrożony wyginięciem.

## Taksonomia
Po raz pierwszy gatunek opisał Coenraad Jacob Temminck w 1823. Holotyp pochodził z pustyni w północno-zachodniej części Arabii. Nowemu gatunkowi nadał nazwę Alauda bilopha. Obecnie (2021) Międzynarodowy Komitet Ornitologiczny umieszcza górniczka małego w rodzaju Eremophila, jako jeden z dwóch gatunków. Uznaje gatunek za monotypowy. Dawniejsi autorzy uznawali górniczka małego za jeden gatunek wraz ze zwyczajnym (E. alpestris). Przedstawiciele różnią się rozmiarem, niektórymi szczegółami upierzenia oraz pieśnią. Epitet gatunkowy bilopha oznacza z łaciny „dwuczuby”.

## Morfologia
Długość ciała 13–15 cm, masa ciała 38–39 g. Górniczki małe podobne są do górniczków zwyczajnych (E. alpestris) podgatunku bicornis. Wyróżniają się rdzawymi piórami z wierzchu ciała (bez ciemniejszych środków), w tym pokrywami skrzydłowymi oraz lotkami trzeciorzędowymi; niewielką projekcją lotek; czarniawymi końcówkami lotek I rzędu (przy świeżym upierzeniu mającymi jasne krawędzie). Czarna półobroża na głowie nie łączy się z czarnym wąsem, ponadto ma wąski szpic, nie szeroki, jak u przedstawicieli E. alpestris. Barwa tła na głowie jest biała, nie zaś żółta, jak u górniczków zwyczajnych. W locie uwagę zwraca ciemny spód ogona.

## Zasięg występowania
Skrajnie północno-zachodnia Mauretania, Sahara Zachodnia, północne i wschodnie Maroko na wschód po północno-wschodni Egipt (Synaj) oraz Bliski Wschód (północno-wschodni Liban, Syria, Jordania, południowy Izrael, zachodni Irak, północna Arabia Saudyjska, Kuwejt). BirdLife International szacuje zasięg występowania na 6,22 mln km².

## Ekologia i zachowanie
Środowiskiem życia górniczków małych są półpustynie, bardziej suche stepy oraz góry poniżej 1000 m n.p.m. Górniczki małe odnotowywane są na mniejszych wysokościach niż górniczki zwyczajne. Pożywienie stanowią głównie nasiona, sporadycznie zjadają także owady, np. chrząszcze (Coleoptera), także owoce. Są to ptaki skryte, jednak niepłochliwe. Odzywają się delikatnym, piskliwym, dzwoniącym głosem, przywodzącym na myśl brzęk kluczy. Pieśń jest delikatniejsza niż u górniczka zwyczajnego, poszczególne zwrotki są krótkie i słabo zróżnicowane. Tempo równiejsze niż u górniczków zwyczajnych.
W Kuwejcie obserwowano zachowania mające na celu ochłodzenie się górniczków małych. W trakcie badań temperatura powietrza w danym regionie (ok. 30 km na południowy zachód od miasta Kuwejt) wynosiła około 40 °C lub więcej. Górniczki małe chowały się pod krzewami (np. tragankami Astragalus spinosus) lub stały czy nawet siedziały na ziemi wśród pnącz arbuzów kolokwinta (Citrullus colocynthis) z odchylonymi skrzydłami.
Okres lęgowy trwa od lutego do maja.

## Status
IUCN uznaje górniczka małego za gatunek najmniejszej troski (LC, Least Concern) nieprzerwanie od 1988 (stan w 2020). BirdLife International ocenia trend populacji jako spadkowy ze względu na niszczenie środowiska życia tych ptaków.